# Itolia fascia
Itolia fascia là một loài ruồi trong họ Asilidae. Itolia fascia được Martin miêu tả năm 1966. Loài này phân bố ở vùng Tân nhiệt đới.